# Gampelen
Gampelen (francês: Champion) é uma comuna da Suíça, situada no distrito administrativo de Seeland, no cantão de Berna. Tem 10,80 km² de área e sua população em 2018 foi estimada em 962 habitantes.